# Zlatko Pejaković

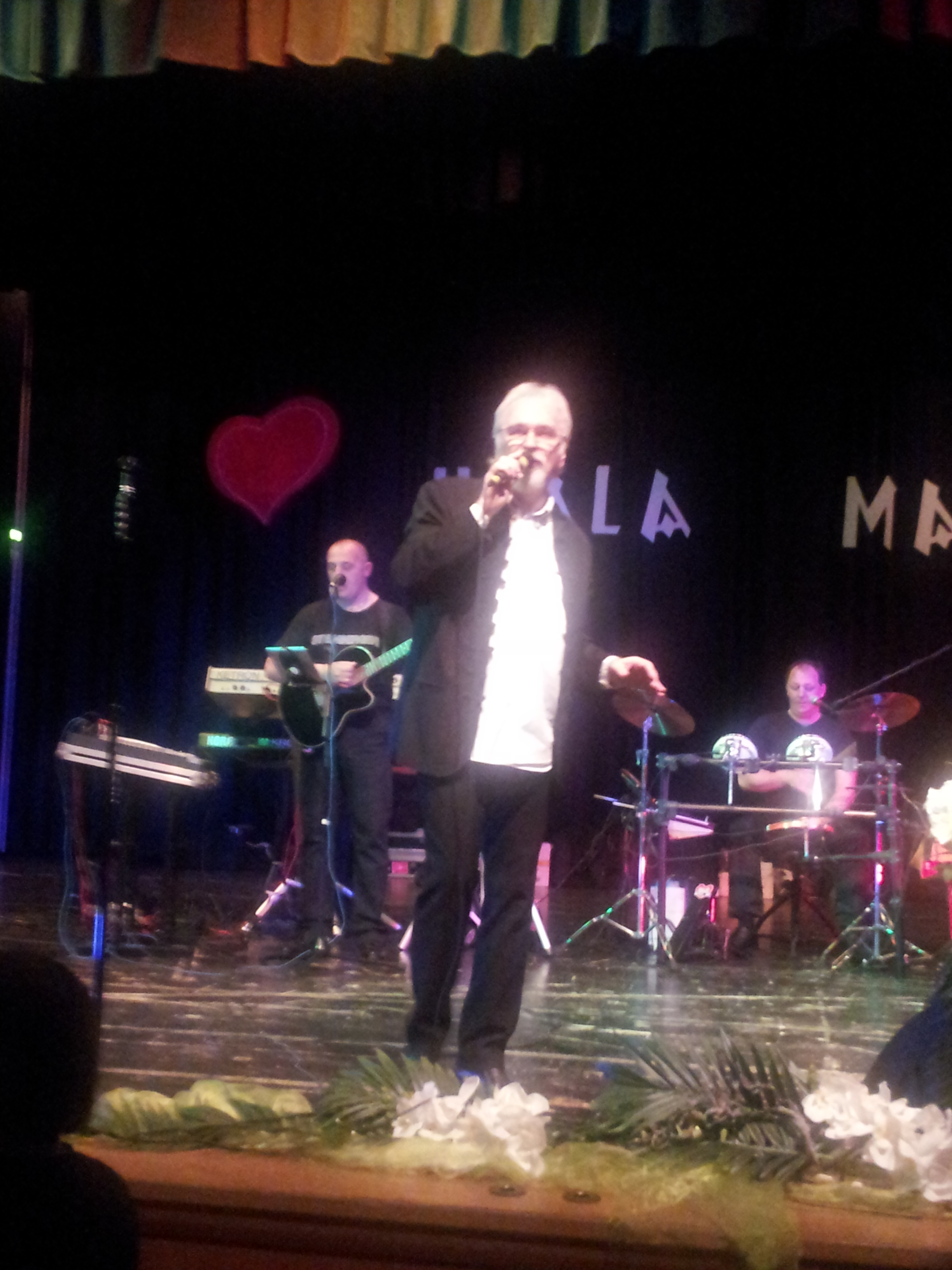
Zlatko Pejaković (2013)

Zlatko Pejaković (* 29. August 1950 in Osijek, Jugoslawien) ist ein kroatischer Sänger.

## Diskografie
Alben
- Lice (1976)
- Zlatko Pejaković (1977)
- Tebi ljubavi (1978)
- Dilema (1979)
- Ti nisi ta (1980)
- Trn (1981)
- Smiri se srce (1982)
- Sve je u redu (1983)
- Zlatko Pejaković (1989)
- Kad prođe sve (1990)
- Tamburicu ja, mandolinu ti (1993)
- Zlatko Pejaković ’93 (1993)
- Zlatko Pejaković ’94 (1994)
- U se, na se... zna se (1995)
- Večeras će zvoniti zvona - Čestit Božić (1995)
- Sve najbolje (1996)
- Uspomene (1996)
- Ni na nebu ni na zemlji (1997)
- Koncert Dom Sportova, Zagreb ’98 (1998)
- Zlatko 2000 (2000)
- Pijem da je zaboravim (2001, HR: Gold)[1]
- Bezobrazno zelene (2002, HR: Silber)
- U ranu zoru (2003)
- Zlatko 2004 (2004, HR: Silber)
- Ala je divan taj podravski kraj (2006)
- Pjevat će Slavonija (2006)
- Ličanin sam, govor me odaje (2007)
- The platinum collection (2007)